# BitKeeper
BitKeeper ist ein Software-Werkzeug zur Versionsverwaltung von Software-Quelltext. Mit zurückgehender Nutzung wurde es am 9. Mai 2016 unter der Apache-2.0 Lizenz freie Software.
BitKeeper wird nicht mehr weiterentwickelt.
Bevor BitKeeper Open-Source-Software wurde, wurde es an mittlere und große Unternehmen verkauft oder vermietet. Die genauen Kosten hingen von der Anzahl und Art der Lizenzen ab, lagen laut BitKeeper jedoch deutlich unter 2.000 US-Dollar pro Lizenz. Es stand im Wettbewerb mit anderen professionellen Systemen wie Rational ClearCase. BitKeeper wurde von der Firma BitMover Inc. mit Sitz in San Francisco hergestellt. Die Firma gehörte ihrem Vorstandsvorsitzenden Larry McVoy, der zuvor Sun WorkShop TeamWare entworfen hatte. Viele der TeamWare-Konzepte werden von BitKeeper verwendet.
BitMover erlaubte den kostenlosen Einsatz für bestimmte Open-Source- oder Freie-Software-Projekte. Das bekannteste und am kontroversesten diskutierte Beispiel war der Quelltext des Linux-Kernels. Die Lizenz für die Community-Version von BitKeeper erlaubte es Entwicklern, BitKeeper gratis für Open-Source- oder Free-Software-Projekte einzusetzen, vorausgesetzt, dass sie sich für einen gewissen Zeitraum von der Entwicklung konkurrierender Produkte (wie CVS, GNU arch, Subversion oder ClearCase) fernhalten würden. Es ist umstritten, ob diese Klausel überhaupt durchsetzbar ist. BitMover beruft sich auf das Urheberrecht, obwohl die Einschränkung sehr weit von den darin geschützten Rechtsgütern entfernt ist. Trotz einiger bekanntgewordener Fälle, in denen die Klausel ignoriert wurde (zum Beispiel durch Entwickler des Versionsverwaltungssystems Mercurial), kam es zu keinen gerichtlichen Auseinandersetzungen.
Die Community-Version von BitKeeper sicherte bestimmte Projekt-Metainformationen auf Servern von BitMover, sodass es nicht möglich war, Projekte ohne Kenntnis von BitMover zu verwalten. BitMover hat die Unterstützung der Community-Version zum 1. Juli 2005 eingestellt.
Mit der Version 7.2-oss, die am 9. Mai 2016 erschien, steht BitKeeper unter der Apache-Lizenz 2.0 und ist damit Open-Source-Software.

## BitKeeper und Linux
Die Entscheidung, BitKeeper für die Linux-Entwicklung einzusetzen, fiel 2002, weil BitKeeper das einzige System war, das eine automatisierte rückwirkende Umstellung auf ein Versionsverwaltungssystem des seit 1991 völlig ohne Versionsverwaltung entwickelten Linux erlaubte. Einige Kritiker, insbesondere der GNU-Begründer Richard Stallman, äußerten ihre Bedenken an dem Einsatz von proprietären Programmen für freie Flaggschiff-Projekte. Während der Projektleiter Linus Torvalds und andere zentrale Entwickler BitKeeper angenommen hatten, haben andere wichtige Entwickler (einschließlich des Linux-Veteranen Alan Cox) dies verweigert. Diese führten die BitMover-Lizenz an und sprachen Bedenken dagegen aus, dass das Projekt Kontrolle an Entwickler unfreier Software abgibt. Um diese Bedenken zu mildern, hat BitMover die Möglichkeit geschaffen, dass in einem gewissen Rahmen Entwickler, die CVS und Subversion einsetzen, mit den BitKeeper-Servern arbeiten können, auf denen die Linux-Quelltexte verwaltet werden. Trotz dieser Erweiterungen brachen gelegentlich Flamewars auf den Linux-Mailinglisten aus, oft unter der Teilnahme von BitMover-Chef Larry McVoy, der selbst Linux-Entwickler ist.
Im April 2005 zog die Herstellerfirma BitMover die freie Lizenz zurück, da Andrew Tridgell begonnen hatte, das BitKeeper-kompatible Open-Source-Programm SourcePuller zu entwickeln. Andrew Tridgell beteuerte, BitKeeper selbst nie verwendet zu haben und ausschließlich auf offen einsehbare Informationen im Internet sowie den von öffentlichen BitKeeper-Servern auf Anfrage angezeigten Hilfetext zurückgegriffen zu haben. Larry McVoy sah die Entwicklung trotzdem als unmoralisch an und bezeichnete sie als Reverse Engineering. Da die kommerzielle Version für die Kernel-Entwickler keine Option darstellte, war das Programm so nicht mehr für die Entwicklung von Linux einsetzbar. Als Reaktion darauf begann Linus Torvalds die Entwicklung des Versionsverwaltungssystems Git.